# Comté d'Exmouth
Le Comté d'Exmouth est une zone d'administration locale sur la côte est de l'Australie-Occidentale en Australie. Le comté est situé à 1000 kilomètres au nord de Perth, la capitale de l'État. 
Le centre administratif du comté est la ville d'Exmouth.
Le comté est divisé en un certain nombre de localités:
- Exmouth
- Cape Range National Park
- Learmonth
- Ningaloo Reef
- North West Cape

Le comté a 7 conseillers locaux et n'est pas divisé en circonscriptions